# Chodská Lhota
Chodská Lhota är en ort i Tjeckien.   Den ligger i regionen Plzeň, i den västra delen av landet, 130 km sydväst om huvudstaden Prag. Chodská Lhota ligger 495 meter över havet och antalet invånare är 401.
Terrängen runt Chodská Lhota är kuperad åt nordost, men åt sydväst är den platt. Runt Chodská Lhota är det ganska glesbefolkat, med 28 invånare per kvadratkilometer. Närmaste större samhälle är Klatovy, 15,9 km öster om Chodská Lhota. I omgivningarna runt Chodská Lhota växer i huvudsak blandskog.

## Galleri

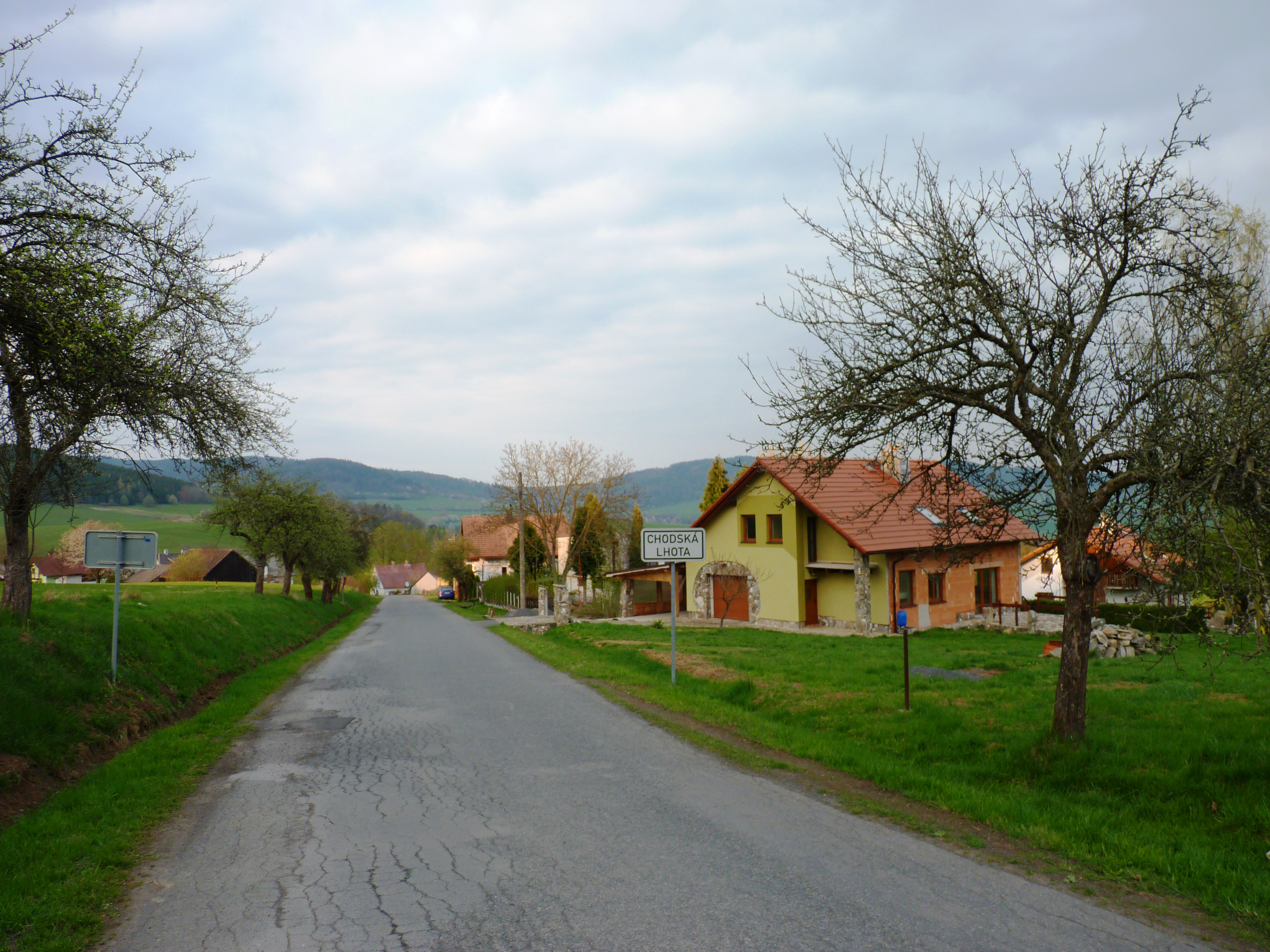
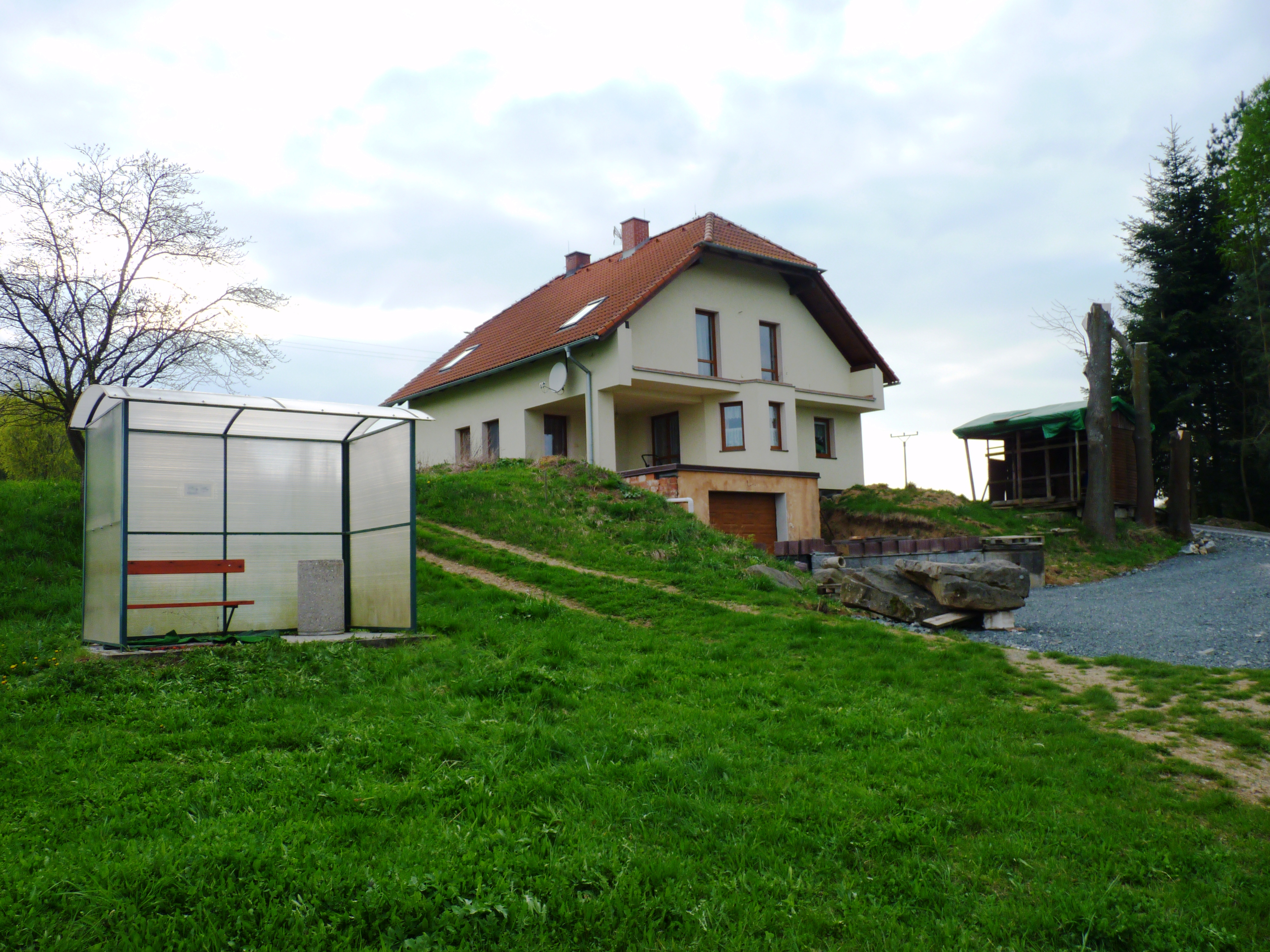
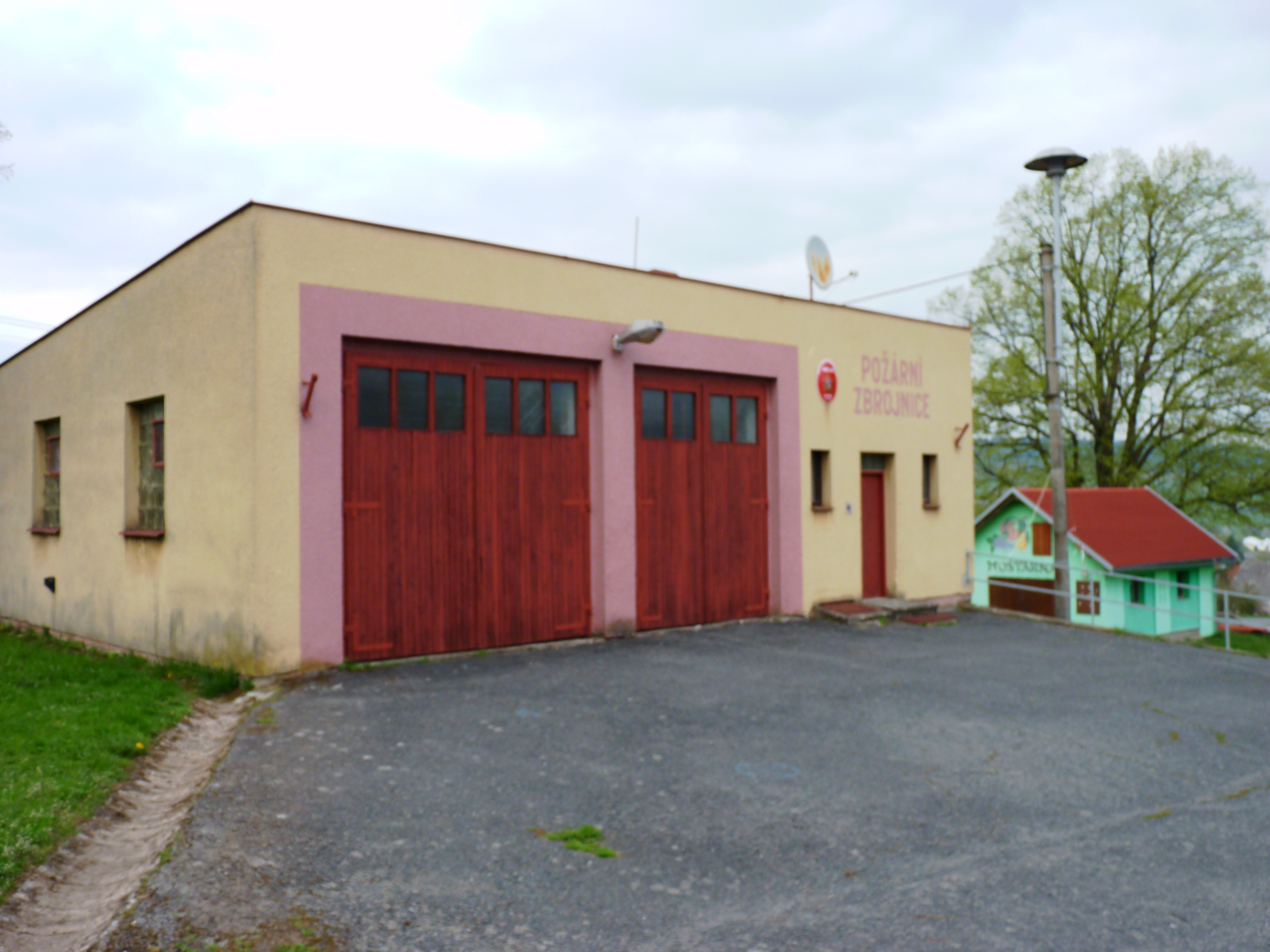